# Blekingekuriren
Blekinge-Kuriren var en dagstidning utgiven från 30 september 1892 (extranummer) och sedan reguljärt från  3 oktober 1892 till 26 augusti 1905.  Fullständiga titeln var endast Blekinge-Kuriren.

## Redaktion
Redaktionsort för tidningen var Karlskrona. Tidningen gavs ut tre dagar i veckan måndag, onsdag och fredag 1892 till 1895, från 23 november 1895 till 13 mars 1897 var den sexdagarstidning. Sedan den 15 mars 1897 till 31 augusti 1898 4 dagar måndag, onsdag och fredag och lördag innan den återgick till 6 dagarstidning fram till nedläggningen. Sommartid juni till augusti dock bar 4 nummer i veckan. Tidningen gav ut extrablad och ibland bilagor.
Blekinge-Kuriren hade sina lokaler i fastigheten Kyrkogatan 18. Sedermera flyttades tryckeriet till Amiralitetsgatan 29, för att till sist vara beläget vid Norra Kungsgatan 8. Tidningen upphörde år 1905, då den uppgick i Karlskrona-Tidningen, som även övertog tryckeriet. Boktryckaren A. W. Wilner utgav sedermera under några år  Blekinge Läns Tidning.
| Period                 | Ansvarig utgivare                 | Titel                 | Period                 | Redaktör                       |
| 1892-09-01-1894-11-27  | Malmqvist, Karl Teofil            | redaktör              | 1892-09-01-1894-11-27  | l Malmqvist, Karl Teofi        |
| 1894-11-27- 1896-11-23 | Bolander, Martin August Teofil    | redaktör              | 1894-11-27- 1896-11-23 | Bolander, Martin August Teofil |
| 1896-11-23--1900-07-24 | Forssell, Hjalmar Frithiof        | redsekr till dec 1894 | 1900-01-02--1900-07-25 | Forssell, Hjalmar              |
| 1900-07-25--1905-08-26 | Wilner, Anders Wilhelm Mårtensson | boktryckaren          | 1900-06-01--1900-06-19 | ingen uppgift                  |
|                        |                                   |                       | 1900-07-26--1900-08-31 | ingen uppgift                  |
|                        |                                   |                       | 1900-09-01--1905-05-31 | Källén, A                      |
|                        |                                   |                       | 1905-06-20--1905-08-26 | Holmgren, K. E.                |

## Tryckeri
Tryckeri var hela utgivningstiden  Nya boktryckeriet  i Karlskrona. Tidningen trycktes i svart med antikva på satsyta som var antingen 49x37 cm eller 57x43 cm. Pris et för den fyrsidiga tidningen var hela tiden 5 kronor.  Folioformat hade 7 spalter omväxlande med 6 spalter och 5 spalter.